# Верхейм, Эрик
Эрик Александр Верхейм (англ. Eric Alexander Wareheim; род. 7 апреля 1976, Одюбон, Пенсильвания)  — американский комик, актёр, сценарист, режиссёр, музыкант и винодел. Наибольшую известность получил благодаря участию в комедийном дуэте «Тим и Эрик» с Тимом Хайдекером. Они известны созданием телевизионных шоу «Том идёт к мэру», «Клёвое шоу Тима и Эрика: Отличная работа!» и «Сказки Тима и Эрика на ночь». На счету Верхейма также одна из ведущих ролей в телесериале Netflix «Мастер не на все руки», за которую он получил номинацию на Primetime Emmy Awards в 2017 году.

## Биография
Эрик родился в Балтиморе 7 апреля 1976 года в семье Дэйва и Эдельтрауд Верхеймов. У него также есть сестра Джессика. Когда он был маленьким, семья переехала в Одюбон, штат Пенсильвания, где Эрик вырос. Его бабушка и дедушка по материнской линии жили в Германии, и семейство часто летало в Германию, дабы навестить их. Он окончил среднюю школу Метактона в Норристауне.
Позднее Верхейм поступил в Университет Темпл, где встретил своего будущего партнёра по дуэту Тима Хайдекера и спродюсировал свой первый фильм, снятый в прибрежном районе Нью-Джерси.
В 2021 году актёр выпустил кулинарную книгу под названием Foodheim: A Culinary Adventure.